# 时间之墟
《时间之墟》是中国大陆作家宝树创作的长篇科幻小说作品。

## 简介
本小说初名为《虚纪元》，于2013年2月始于中国大陆杂志《最幻想》上连载。
2013年11月20日由长江文艺出版社首次出版，书名改为《时间之墟》。

## 情节梗概
公元2012年10月10日22时47分，一次超高能量的强子对撞机实验引发了地外文明“收割者”的兴趣。地球生命的思想被“收割者”隔离保存在不足一天的时间循环中；变成了“每隔二十个小时，除了大部分人的记忆之外，一切都会还原到10月10日22时47分”的状态。这个名为“虚空纪”的状态持续了1600万年，在其生死存亡之际终结于人类思想的一次大分歧。当“虚空纪”再次重启时，韩方，北京市一名最普通的大学生，和朋友们一起经历了这个新纪元最初的震惊和灾难。在每况愈下的混乱局势中，他们必须设法自救……

## 用语
虚空纪
本作主要背景。是高等文明“收割者”利用装置建立起的一种状态，该状态由一个文明中诸如强子对撞机实验的事件触发，会保存一个文明区域中生物的思想意识，并令生物在主观意识上处在一个时间循环内。处于“虚空纪”中的生物意识可以互相交流。
人类的生活于其中出现了巨大影响，世界上接连出现社会动乱，暴力事件频发，政治制度改变，性滥交以及之后的思想极端化等情况。
人类将其命名为此，以区别于公元。
意识海
“虚空纪”中的生物意识集中的区域。隐藏于生物意识无法感受到的地方。
盖娅意识
人类意识的集合体。可以影响“虚空纪”的状态。
超忆者
能够知晓“虚空纪”的过去与未来的“虚空纪”人类，比较稀少。
无忆者
无法在时间循环内保留记忆的“虚空纪”人类。“虚空纪”的重启会产生一些无忆者。
时间教
“虚空纪”人类广泛信仰的宗教，信奉“时间之主”，以得到其宽恕为教义。

## 作品相关
- 作者宝树称该作品的灵感来源于对于时间循环题材作品（如《21：01》）的喜爱，作品时代背景则参考了玛雅末日预言[2]。
- 作品本身多次提到于作品设定的时间点真实存在的人及事物，如燕京大学，美国总统贝拉克·奥巴马，电视剧《后宫甄嬛传》等。

### 荣誉
- 于2014年11月获得第五届全球华语科幻星云奖长篇小说金奖[3]。

### 评价
- 作家郭敬明非常赞赏这部作品，其称：“他用一种奇妙的笔法，把宗教古典气息和未来科幻幻觉，毫不违和，甚至可以说是极其匹配地糅合在了一起。在中国科幻小说领域，宝树是年轻一代科幻作家中的佼佼者。他用宏大深邃的想象，构建出一个无限循环重复的一天中的世界。其设定之诡谲与大胆，呈现出他百分之百的野心。在他创作之初，我有一些担心，然而看完成稿，我除了叫好，说不出再多。因为他用他无与伦比的控制力和年轻作者罕见的磅礴笔法，击穿了我之前所有的阅读体验。[4]”
- 《三体》作者刘慈欣评价称，“当时间这条最硬的直线被弯成一个环，世界成了一条咬住自己尾巴的蛇。这是关于时间的最为引人入胜的作品，带你去经历玄妙诡异的轮回。任何读过这本书的人首先会变成一个哲学家，重新思考时间、生命和一切；接着变成一个诗人，重新体验没有死循环的生活。”